# Castell de Claramunt
|  | Per a altres significats, vegeu «Castell de Claramunt (desambiguació)». |

El castell de la Pobla de Claramunt és un castell medieval d'estil romànic del segle x situat a la Serra de la Guàrdia dominant el municipi de la Pobla de Claramunt, al marge dret del riu Anoia on forma l'entrada al congost de Capellades, marcant l'entrada a la Conca d'Òdena.
El seu terme va ser el més extens sota el domini dels Cardona a l'Anoia, ocupava 163 km² i englobava vuit pobles: Capellades, Carme, Castellolí, Òdena, la Pobla de Claramunt, la Torre de Claramunt, Santa Margarida de Montbui i Vilanova del Camí. Així mateix, les esglésies dels termes eren sufragànies de l'església de Santa Maria del castell de Claramunt.
El castell s'assenta sobre un turó de 453 m d'altura, i ocupa una superfície de 5.400 m². D'aquests 1.240 m² corresponen al recinte sobirà, la torre de l'homenatge, els diferents edificis, l'església romànica de Santa Maria i la gòtica de Santa Margarida. Els altres 4.160 m² els ocupen els patis i els baluards.

## Història

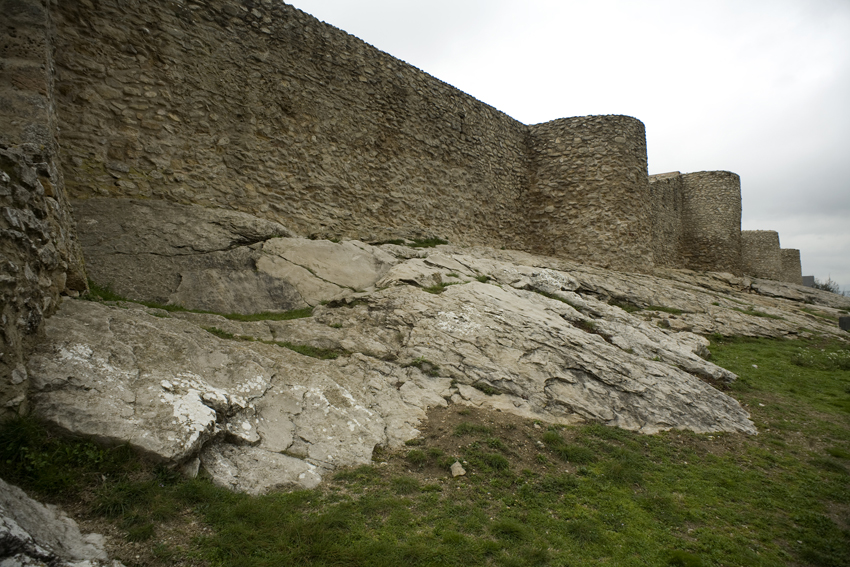
Vista dels murs del castell

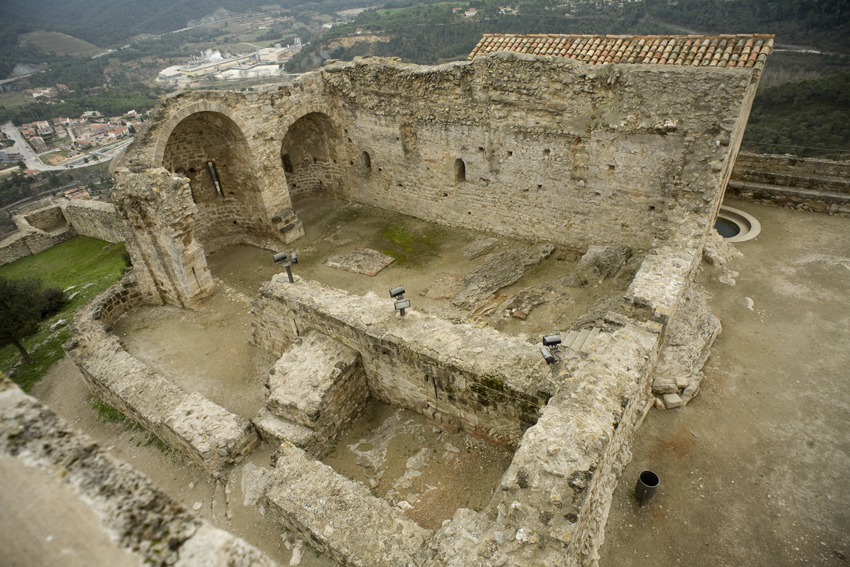
Vista de les restes de l'església romànica de Santa Maria, al recinte del castell

El castrum de Claramunt formava part del comtat de Barcelona durant el segle x, tal com demostra un document de 24 de juliol de 990 que fa referència a l'església de Santa Maria de Claramunt.
La notícia més antiga que es conserva del castell es troba en una butlla atorgada el 25 de febrer del 978 pel papa Benet VII al bisbe Fruià d'Osona. Entre les propietats citades s'hi troben els castra de Montbui i de Tous, que limitaven amb els termes de Jorba, Claramunt, Orpí, Miralles i La Roqueta.
Diu mossèn Jaume Febrer que l'any 814 varen arribar de França els cavallers del llinatge de Clararamunt, al cap decantar Deodat de Clarmunt per ajudar el comte de Barcelona Ramon Berenguer a lluitar contra els agarens. Diu també que varen fer construir un castell prop d'Igualada al qual varen donar el seu nom.
Mossèn Jaume Febrer explica en les seves famoses trobes (segle xiii) que la divisa dels Claramunt era (i és) una muntanya amb una flor de lliri al capdamunt (símbol del seu origen francès).
El castell de Claramunt no és documentat però com a tal fins a l'any 986, quan el rei Lotari I confirma al monestir de Sant Cugat del Vallès tots els seus béns, entre ells l'església de Santa Maria annexa al castell de Claramunt, la seva immunitat i la lliure elecció d'abat.
Des del segle x fins al XIII el castell va pertànyer a la família dels cavallers de la casa de Claramunt. Al segle xi Deodat de Claramunt, fill de Bernat I de Claramunt, es va casar amb Ermessenda de Cardona, filla del primer vescomte de Cardona Ramon Folc I, però va morir el 1090 donant a llum al seu primer fill Bernat Amat de Claramunt, que seria el segon vescomte de Cardona. Tot i així el posterior matrimoni de Deodat, i la cessió a la seva muller dels castells de Claramunt, Espases i Esparreguera van impedir la integració del terme al Vescomtat. L'any 1306 Berenguer de Claramunt va vendre la jurisdicció als vescomtes de Cardona, aleshores Ramon Folc V, que la van mantenir fins a finals del segle xvii.
En aquell moment els cavallers de la casa de Claramunt es varen retirar a viure al seu castell de Torre de Claramunt.
L'any 1463, durant la guerra contra Joan II, el castell va patir una de les principals destruccions, però els Cardona el reconstruïren. Al castell de Claramunt va estar situat el tribunal de justícia de la baronia de la Conca d'Òdena. Entre 1575 i 1628 es van penjar 18 persones, 13 condemnes a galeres, 2 exilis, 10 assots i diverses penes de presó.
A finals del segle xvii va passar als ducs de Medinaceli. El 1714 el castell patí una nova destrucció, per les tropes de Felip V. Les disposicions abolicionistes de les Corts de Cadis i les lleis de desamortització, amb què s'abolien els senyorius jurisdiccionals, van ser recorregudes judicialment pels ducs de Medinaceli, que des de 1697 s'havien emparentat amb els ducs de Cardona. L'any 1913 va ser adquirit per Enriqueta Miquel i Mas i el 1974 passà a ser propietat de l'estat espanyol, que el transferí l'any 1981 a la Generalitat de Catalunya. El 1996 se signà un conveni que adjudicà la gestió del castell restaurat a l'Ajuntament de La Pobla de Claramunt.

## Arquitectura
El conjunt és format per dos recintes de muralles esglaonats. La muralla exterior consta de set bestorres defensives, cinc de semicirculars i dues de quadrades. Es poden observar fragments d'opus spicatum, que són pedres en forma d'espiga.
Dins d'aquest recinte es troba l'església de Santa Maria d'estil romànic. Data de mitjans del segle xi amb influències de l'arquitectura llombarda. L'església (13 x 19 m.) tenia tres naus de quatre trams cadascuna separats per pilastres quadrades damunt les quals descansen arcs de mig punt que sustenten la teulada -en l'actualitat caiguda en la seva totalitat- i tres absis -ara en queden dos-. Aquests darrers estan decorats exteriorment amb arquets i faixes llombardes -amb una faixa per cada dos arquets-, amb una finestra doble entre faixa i faixa. Aquesta església va ser la primera parròquia del municipi. Aquest temple va patir les conseqüències de la gran destrucció del castell al segle xv, durant la guerra civil catalana. Al seu costat es va construir la capella de Santa Margarida, d'una nau rectangular coberta per una volta lleugerament apuntada. En el pla que delimita la muralla també se situa l'antiga cisterna.
El recinte superior, de planta rectangular, està delimitat per quatre torres als angles, la torre que més sobresurt, la torre de l'homenatge, consta d'onze cares a l'exterior. Al seu costat, tancant el recinte del castell pel costat nord, hi ha la gran sala gòtica. La sala és coberta per una volta de canó. Antigament estava dividida en dos pisos, a baix hi havia les cavallerisses, el celler i la cuina. A la part superior hi havia les estances. Es calcula que al castell hi podien viure entre 40 i 50 persones.